# 横水村
横水村（よこみずむら）は、かつて新潟県中蒲原郡にあった村。1901年11月1日の新設合併によって消滅し、現在は新潟市秋葉区の一部となっている。
以下の記述は合併直前当時の旧横水村に関しての記述であり、現在では名称等が異なる場合がある。なお、ここに記述されていない内容に関しては新潟市などの記事を参照。

## 沿革
- 1889年（明治22年）4月1日 - 町村制施行に伴い中蒲原郡横川浜村、水田村、小向村が合併し、横水村が発足。
- 1901年（明治34年）11月1日 - 中蒲原郡小須戸町、新保村、矢代田村と合併し、小須戸町を新設して消滅。

## 地域
横水村は、合併した村名を継承する以下の大字で構成される。
横川浜（よこがわはま）

1889年（明治22年）まであった横川浜村の区域。現在の新潟市秋葉区横川浜。
水田（すいた）

1889年（明治22年）まであった水田村の区域。現在の新潟市秋葉区水田。
小向（こむかい）

1889年（明治22年）まであった小向村の区域。現在の新潟市秋葉区小向。